# Orło (jezioro)
Jezioro Orło – rynnowe jezioro polodowcowe na północny wschód od Rynu w województwie warmińsko-mazurskim, powiat giżycki, gmina Ryn, w dorzeczu rzeki Pisy.
Jezioro ma długość 2,98 km, średnią szerokość 0,39 km, a maksymalna głębia 26,6 m znajduje się we wschodniej jego części. Oś jeziora przebiega równoleżnikowo, z odchyleniem w kierunku południowym w części zachodniej jeziora. Południowo-zachodni brzeg jeziora jest zalesiony. W pobliżu północno-zachodniego brzegu przebiega droga wojewódzka nr 642, która oddziela jezioro od wsi Głąbowo. Na północny wschód od akwenu znajduje się wieś Orło.
Wody z Jeziora Orło odprowadza strumień do Jeziora Ołów.